# La Amabilidad
La Amabilidad es una miniatura sobre marfil de 1806 de Marcela de Valencia y Codallos. Se encuentra en el Museo del Prado de Madrid (España).

## Descripción
Se trata de una miniatura sobre marfil, con un diámetro de 11,5 cm, realizada en aguada de dos pigmentos opacos, el gouache y la témpera. La inscripción La amabilidad se encuentra autógrafa en el reverso, junto a la siguiente dedicatoria: Dedicada al Exmo. Sr. Príncipe de la Paz / por su mas reconocida servidora / Marcela de Valencia. En el anverso, se muestra la fecha y la firma de la autora Marcela V. ft. 1806.
Es un retrato en el que la dama está vestida y peinada a la moda Imperio. Lleva por adornos unos pendientes de oro en forma de aro, el vestido es sujetado por un broche y una diadema ornamentada con un camafeo en el que es representada una cabeza laureada de perfil. No está claro si se trata de una alegoría que representa a la propia artista.

## Historia
Se cree que de Valencia le regaló esta miniatura a Manuel Godoy en 1806 junto a otras dos de su autoría Jugadores y Las Gracias. En 1808, las tres obras formaban parte de la colección de Godoy, según el inventario de Frédéric Quilliet.
En 2016 estaba en poder de la casa de subastas Neumanns Auktionen, de Celle (Alemania), pasando en 2017 a una colección particular en Menorca, España. En abril de 2021, el Museo del Prado adquirió la obra a la Galería José de la Mano, de Madrid. En junio de ese mismo año, la miniatura fue exhibida la sala 62 del Museo del Prado, dedicada al Neoclasicismo en España, y en la que se exhiben 40 miniaturas en total, además de obras de José Aparicio, Juan Antonio Ribera o José de Madrazo.